# Phố Cầu Gỗ

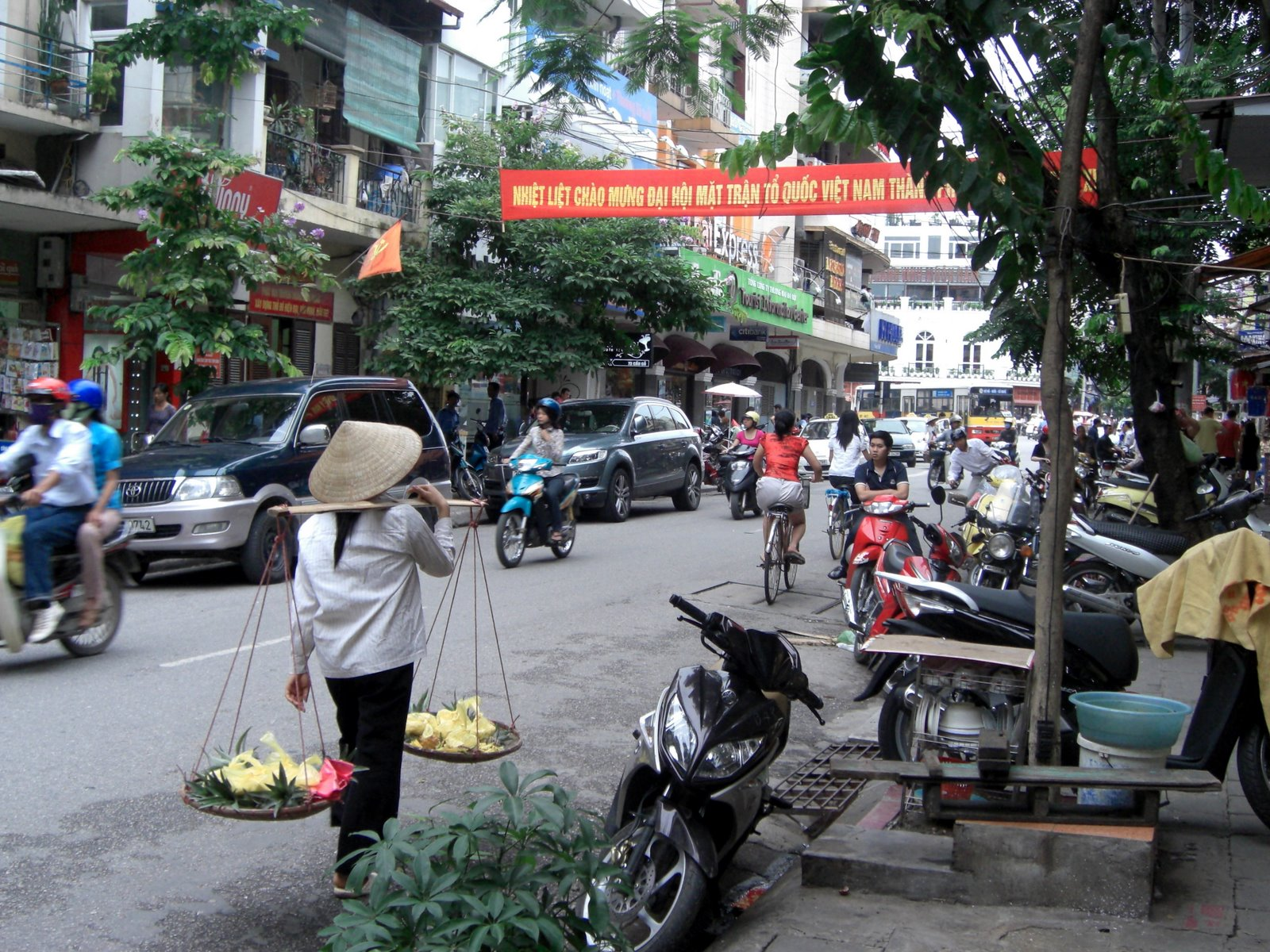
Phố Cầu Gỗ vào năm 2009

Phố Cầu Gỗ là một con phố cổ ở Hà Nội, là đường một chiều nối từ quảng trường Đông Kinh Nghĩa Thục tới đầu phố Hàng Thùng

## Vị trí - Đặc điểm
Phố Cầu Gỗ là con phố dài 250m, nằm trong địa phận quận Hoàn Kiếm, thành phố Hà Nội. Phố bắt đầu từ ngã tư với Hàng Dầu, Hàng Bè, Hàng Thùng, cắt qua các phố Hồ Hoàn Kiếm, ngõ Cầu Gỗ, Đinh Liệt, kết thúc ở Quảng trường Đông Kinh Nghĩa Thục (điểm giao cắt với phố Hàng Đào). Phố thuộc phường Hàng Bạc, quận Hoàn Kiếm.
Phố nằm trong khu phố cổ Hà Nội, với nhiều ngôi nhà cổ, hàng quán san sát ven đường.

## Lịch sử
Phố Cầu Gỗ là con phố khá lâu đời, có từ thời kinh thành Thăng Long có 36 phố phường thế kỷ XV. Phố được xây trên nền đất của hai thôn cổ là Hương Minh và Nhiễm Thượng, đều thuộc tổng Hữu Túc, huyện Thọ Xương.
Phố được đặt tên là Cầu Gỗ vì con phố có một cây cầu bắc qua con lạch nhỏ nối hai hồ Thái Cực (hay còn gọi là hồ Hàng Đào, đã bị Pháp lấp đi để xây nhà) và Hoàn Kiếm lại với nhau. Thời cổ, đây là phố cho các học trò trọ xung quanh đến ăn cơm. Đến thời Pháp thuộc, phố mang tên Rue du Pont en bois (nghĩa vẫn là Cầu Gỗ), là con phố chính của Hà Nội cổ. Các ngôi nhà trên phố lúc đấy đều được xây theo kiểu cổ, một tầng và có gác xép.
Phố Cầu Gỗ xưa bán sơn và các loại dầu cung cấp cho Hà Nội.

## Các tuyến xe buýt chạy qua
Tuyến 14: Hết phố